# تونس في الألعاب البارالمبية الصيفية 2004
شاركت تونس في الألعاب البارالمبية الصيفية أثينا 2004, وهي المشاركة الخامسة في تاريخها منذ سنة 1988 واختتمت الدورة ب 18 ميدالية (8 ذهبية، 7 فضية و3 برنزية).

## الرياضين المشاركين
شاركت تونس في هذه الدورة ب 22 رياضي ورياضية:
رجال
- ماهر بوعلاق
- محمد الشرمي
- محمد فرحات شيدة
- فارس حمدي
- عباس سعيدي

نساء
- أفراح الغمدي
- فاطمة كشرودي

## مواضيع ذات علاقة
- تونس في الألعاب البارالمبية
- ماهر بوعلاق